# Denuncia
Una denuncia es una declaración formal acerca de la comisión de una conducta contraria a Derecho (generalmente la comisión de algún delito o infracciones administrativas) dirigida a la autoridad competente para su investigación.

## Efectos de la denuncia
La denuncia, como dato que informa respecto de la comisión de un hecho contrario a Derecho tiene como esencial efecto el de movilizar al órgano competente para que inicie las investigaciones preliminares para constatar, en primer lugar, la realización de un hecho ilícito, y en segundo lugar, su presunto autor.

## Denuncia en materia penal
Es un derecho de petición en el que el denunciante no forma parte del procedimiento penal. Desde el momento en que se interpone la denuncia, se inicia un procedimiento que los órganos competentes llevarán a cabo de oficio. La denuncia no obliga a las autoridades a comenzar un proceso judicial, aunque pueden incurrir en infracciones administrativas o penales si no lo investigan con la debida diligencia sin un motivo fundado.
Por otro lado, el denunciante no tiene que aportar ninguna prueba a su denuncia. Sin embargo, suelen esperarse ciertos indicios de fiabilidad, con el fin de que el órgano competente decida que realmente existen indicios que hacen necesario seguir investigando. Con la denuncia no se exige prestación de fianza en ningún caso.
Por el contrario, el que querella sí es parte del procedimiento y ha de probar los hechos que alega en el juicio.

## Regulaciones por países

### España

#### Proceso penal
La denuncia en Derecho procesal penal español se regula en el Título I, Libro II de la Ley de Enjuiciamiento Criminal (LECrim) y se configura como una de las modalidades de iniciación del procedimiento penal.
La denuncia constituye una notitia criminis que pone de manifiesto la posible comisión de un hecho delictivo. Se puede formular bien verbalmente o por escrito ante un juzgado, la fiscalía o funcionarios policiales. Para formular la denuncia es preciso identificarse, conforme requieren los artículos 266 y 267, mas lo cierto es que en relación con la validez procesal de la denominada "denuncia anónima", si bien es contemplada con recelo, el Tribunal Europeo de Derechos Humanos ha admitido la legalidad de la misma siempre que su propósito sea el de facilitar la investigación aunque no puede tener acceso al proceso como prueba de cargo (SSTEDH de 20 de noviembre de 1989, caso Kostovski c. Países Bajos y de 27 de septiembre de 1990, caso Windisch c. Austria). Por su parte el Tribunal Supremo español admite la legalidad de la misma en virtud de lo dispuesto en el artículo 308 LECrim, si bien adoptando las debidas cautelas, prudencia y seriedad (STS 1825/2013 de 11 de abril, rec. 1098/2012, FD 2º).
Formalizar la denuncia es una obligación para todo aquel que «presenciare la perpetración de cualquier delito público» (artículo 259). Esto es: aquellos delitos que pueden ser perseguidos de oficio sin necesidad de que el ofendido o perjudicado por el delito inste la iniciación del correspondiente proceso. Esta obligación es más intensa o cualificada respecto de aquellos que «por razón de sus cargos, profesiones u oficios tuvieren noticia de algún delito público» (artículo 262) pues están obligados a presentar denuncia «inmediatamente».
Esta obligación no es, sin embargo, absoluta. La Ley contiene exenciones por razones personales, de parentesco y profesionales.
Así, en primer lugar, la Ley exime genéricamente en su artículo 260 a «los impúberes» y «los que no gozaren del pleno uso de su razón».
El término impúber es impreciso, pero el Tribunal Supremo español ha indicado que este término comprende a las personas menores de catorce años (STS 1126/2001 de 19 de febrero, rec. 306/2000, FD 1º: «Es de resaltar que los artículos 259 y 260 de la Ley de Enjuiciamiento Criminal obligan a quien presenciare un hecho delictivo, a ponerlo en conocimiento de la Autoridad, salvo que fuera impúber pudiendo entenderse como tal a los menores de 14 años»). Respecto de los segundos, el término es igualmente impreciso y se podría considerar que abarca a las personas que conforme al artículo 200 del Código Civil padecen enfermedades o deficiencias psíquicas que impiden a la persona gobernarse por sí misma, no siendo preciso que mediase sentencia judicial de incapacitación, atendiendo al tenor del artículo 25 del Código Penal en sede de personas discapacitadas.
La Ley también contiene exenciones por razón de parentesco.
No están obligados a denunciar los cónyuges respecto de delitos cometidos por su consorte, incluyendo aquí también las relaciones more uxorio (artículo 261, 1º). Sin embargo, el Tribunal Supremo ha entendido que esta exención debe ceder en determinados casos, como son los delitos cometidos contra menores de edad, pues tanto las obligaciones tuitivas de los padres como el superior interés jurídico del menor vencen al privilegio conyugal (STS 610/2005, de 4 de febrero, rec. 2394/2003, FD 4º: «No puede servir de excusa para esta obligación lo dispuesto en el art. 261.1º LECr que excluye del deber genérico de denunciar al cónyuge del delincuente, pues por encima de esta norma procesal se encuentra esa obligación legal de velar por sus hijos, educándolos y procurándoles una formación adecuada, máxime cuando se halla en juego la continuación de una actividad delictiva en perjuicio de una hija menor y, como tal, sometida a la patria potestad de la madre, que tiene un deber positivo de actuar para impedir la repetición de esta clase de comportamientos criminales»).
La ley exime también de la obligación de denunciar los ascendientes o descendientes del presunto delincuente, así como a sus parientes colaterales hasta el segundo grado inclusive (artículo 261, 2º).
En último lugar, la Ley se refiere a las exenciones por razones profesionales y religiosas. El artículo 263 exime a los abogados y procuradores de la obligación de denunciar respecto de las «instrucciones o explicaciones que recibieren de sus clientes». Se ha de tener en cuenta, además, que estos profesionales tienen la obligación de guardar el debido secreto profesional, y que vulnerar el mismo podría ser constitutivo de un delito de descubrimiento y revelación de secretos previsto y penado en el artículo 199.2 del vigente Código Penal, sin perjuicio de la eventual responsabilidad disciplinaria que compete dirimir a los respectivos Ilustres Colegios de Abogados y Procuradores de España.
Del mismo modo, no están obligados a presentar los «eclesiásticos y ministros de cultos disidentes respecto de las noticias que se les hubieren revelado en el ejercicio de las funciones de su ministerio» (secreto de confesión) según el artículo 263 in fine.